# A Storm to Come
A Storm to Come är det tyska a-cappella/power metal-bandet Van Cantos debutalbum, utgivet i december 2006 på General Schallplatten. Albumet återutgavs 2009 på Napalm Records.
Skivan innehåller sju egna låtar samt covers på "Stora rövardansen" från Astrid Lindgrens Ronja Rövardotter och Metallicas "Battery".
Musikvideor spelades in till "The Mission" och "Rain".

## Låtlista
1. "Stora rövardansen" (instrumental) – 1:33
2. "King" – 3:44
3. "The Mission" – 4:18
4. "Lifetime" – 4:49
5. "Rain" – 4:03
6. "She's Alive" – 4:12
7. "I Stand Alone" – 4:44
8. "Starlight" – 4:40
9. "Battery" (Metallica-cover) – 5:13

## Medverkande
Musiker
- Dennis P. Schunke – leadsång
- Inga Scharf – leadsång
- Stefan Schmidt – låg rakkatakkasång
- Ross Thompson – hög rakkatakkasång
- Ingo Sterzinger – djup dan-dansång
- Dennis Strillinger – trummor

Produktion
- Stefan Schmidt – producent, inspelningstekniker, mixning
- Jürgen Lusky – mastering
- Mattias Norén – albumkonst